# La preda nuda
La preda nuda è un film statunitense del 1966 diretto da Cornel Wilde, che ne è anche l'attore protagonista, su soggetto originale.

## Trama
Siamo nel Transvaal del nord nel 1840. Un ricco bianco vuole fare un safari di caccia all'elefante e per questo assolda un'esperta guida bianca ed un gruppo di portatori neri. Addentratosi nella foresta, il gruppo viene spiato a lungo dai guerrieri di una tribù selvaggia, che la guida conosce. Alcuni membri della tribù con il loro capo si fanno avanti e chiedono di avere alcune delle cose che i portatori trasportano. Nonostante la guida, che conosce ed è conosciuto dalla tribù guerriera, lo consigli di concedere a costoro qualcosa per non avere guai, il committente bianco si rifiuta categoricamente e, davanti alla loro insistenza, li piglia a fucilate. Mal gliene incoglierà. La carovana di caccia viene catturata, i membri trucidati (ed il committente bianco in modo particolarmente barbaro). Viene risparmiata la vita alla sola guida bianca, alla quale, spogliata completamente degli abiti (di qui il titolo), viene assegnato un certo spazio per la fuga, dopo di che un guerriero, armato di lancia, lo inseguirà per ucciderlo. La guida, raggiunta dal primo guerriero, riesce ad impadronirsi dell'arma che questi gli ha lanciato senza riuscire a colpirlo, e lo uccide. Parte quindi un secondo guerriero, che in breve fa la stessa fine del primo, così ne parte un altro, finché tutti i guerrieri, non vedendo tornare i loro primi compagni, si mettono all'inseguimento. Il film si snoda in questa caccia all'uomo, con alterne vicende (i protagonisti s'imbattono persino in una carovana di negrieri che trascinano indigeni catturati come schiavi), finché,  quando la guida sta per essere raggiunta ed uccisa, giunge in vista di un forte inglese. Viene avvistato dai soldati che comprendono che cosa sta succedendo: alle prime fucilate sparate da questi, i guerrieri si ritirano e la guida finalmente si salva nel forte.

## Riconoscimenti
Il film ha avuto la nomination al Premio Oscar 1967 per la migliore sceneggiatura originale. 